# Anton Sohn
Anton Sohn (* 28. August 1769 in Kümmerazhofen, heute Teil von Bad Waldsee; † 31. März 1840 in Zizenhausen, heute ein Stadtteil von Stockach) ist bekannt als „Bildermann von Zizenhausen“, deutscher Kirchenmaler und Hersteller der Zizenhausener Terrakotten.

## Leben und Wirken
Der aus der Ehe des Franz Joseph Sohn mit Elisabeth, geborene Graf, stammende Sohn Anton wurde am 28. August 1769 geboren. Ursprünglich in der Tradition des Vaters als Schreiner und Gestalter kleiner Terrakottareliefs tätig, wurde Anton Sohn auf Grund seiner künstlerischen Begabung über das rein handwerkliche Können hinaus zuerst Kirchenmaler. Die Suche nach künstlerischen Vorbildern führt ihn bereits 15-jährig nach Italien. Diverse aus dieser Zeit dem Künstler zuzuordnende Bleistiftskizzen, Rötelzeichnungen und Tuscharbeiten in entsprechender Ausführung wiesen schon früh auf sein großes Können hin. 
1799 ließ sich Anton Sohn in Zizenhausen bei Stockach nieder und verdiente sich seinen Lebensunterhalt vorwiegend als Bilder- und Fassmaler. Zeitgleich wurden nach vorgegebenen Motiven von ihm zunehmend von der ursprünglichen Reliefform ausgehend, über immer feiner ausgearbeitete („gestochene“), bis zur künstlerischen Vollendung gebrachte Model zu halbplastischen Figuren aus Ton geformt. Die anschließend einem Brennvorgang zugeführten Figuren wurden dann bunt bemalt. Auf die runden Sockel der Figuren wurden beschriftete, den Gegenstand erklärende Papierstreifchen geklebt. Nach ursprünglich mehrheitlich religiösen Motiven entstanden unter anderen Darstellungen von Berufs-, Trachten- und Musikantengruppen, Einzelfiguren sowie eine Reihe bedeutender Persönlichkeiten. Die vielfältigen Themen reichen in ihrer Darstellung von der Idylle zur zeitkritischen Satire und Karikatur. In erhalten gebliebenen schriftlichen Aufzeichnungen sind 746 Modelle aus der Hand des „Bildermanns von Zizenhausen“ für die Herstellung seiner Terrakotten festgehalten.
Abnehmer waren nicht nur Privatpersonen, die diese Figürchen in ihren Wohnbereichen, etwa in Vitrinen, auf Schreibtischen oder auf Kaminen aufstellten, sondern auch Gewerbebetriebe wie Zuckerbäckereien, die sie vorrangig zur Weihnachtszeit als Dekoration für ihre Schaufenster einsetzten. Der Vertrieb mit seinem Hauptabsatzgebiet im südwestdeutschen Raum und in der Schweiz erfolgte größtenteils über die Kunsthandlung J. R. Brenner in Basel.
Neben seiner künstlerischen Tätigkeit in Zizenhausen bekleidete Anton Sohn das Amt des Bürgermeisters (1803), des Schultheißen (1809), des Steuereinnehmers und eines Großherzoglich Badischen Vogtes (1810). 1830 wird er zum ersten und ältesten Gerichtsmann in Stockach verpflichtet.
1839 verkaufte Anton Sohn Vater sämtliche Model an seinen Sohn Theodor (1811–1876), der mit seinen älteren Brüdern Johann Nepomuk (* 1802) und Ferdinand (* 1797) die Werkstatt und den Vertrieb in Zizenhausen weiterführte. Der Enkel Andreas (1847–1920) führte den Betrieb bis in die Zeit nach dem Ersten Weltkrieg. Danach fand in der Familie nur noch eine geringe Produktion unter Nutzung alter Formen statt.

## Würdigung

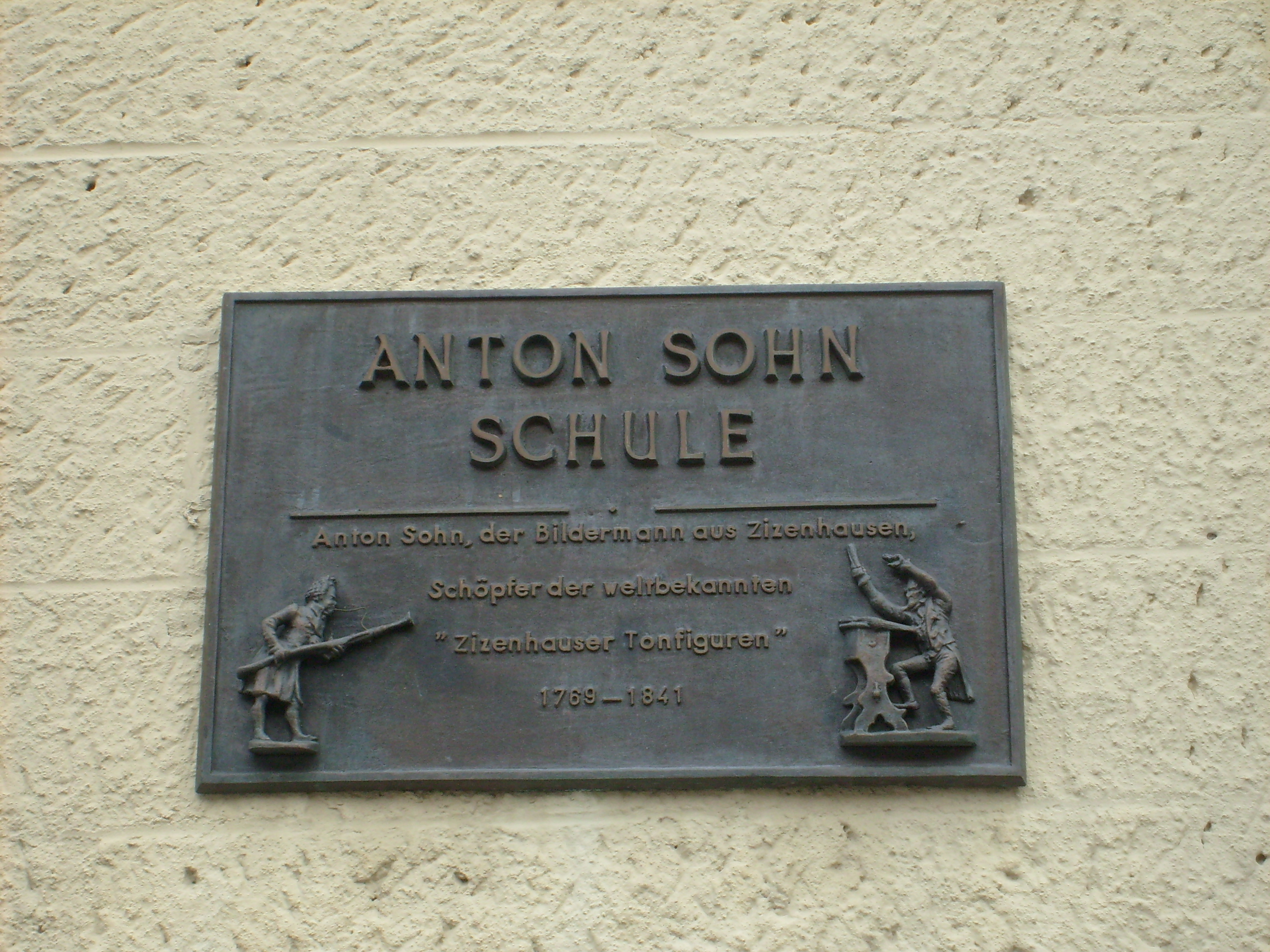
Gedenktafel für Anton Sohn an der nach ihm benannten Schule in Zizenhausen

1992 wurde die 1892 erbaute Zizenhausener Schule anlässlich ihres 100-jährigen Bestehens in Anton-Sohn-Schule umbenannt.